# Charlton Athletic Football Club
Il Charlton Athletic Football Club, noto semplicemente come Charlton, è una società calcistica inglese con sede nell'omonimo quartiere di Londra, nel borgo di Greenwich. Milita in Football League Championship, la seconda divisione del campionato inglese di calcio. 
Disputa le partite casalinghe nello stadio The Valley.

## Storia
Fondato nel 1905, il Charlton spese diversi anni nelle serie minori del calcio inglese, prima di raggiungere lo status di club professionale nel 1920.
Fra il 1934 ed il 1936 la squadra, guidata in panchina da Jimmy Seed, storico manager del club, ottenne due promozioni consecutive, ottenendo l'accesso alla massima divisione del calcio inglese per la prima volta. Nella stagione d'esordio 1936-1937, gli Addicks ottennero un sorprendente secondo posto finale, finendo solamente a tre punti di distanza dal Manchester City vincitore del titolo. Negli anni successivi la squadra continuò a stupire, ottenendo un terzo ed un quarto posto.
L'interruzione bellica non impedì al periodo d'oro del club di proseguire: nel 1944 il Charlton vinse la Football League War Cup, manifestazione organizzata dalla FA per rimpiazzare la FA Cup, temporaneamente sospesa. Alla sua ripresa, la squadra riuscì prima ad arrivare per la prima volta a disputare la finale (venendo sconfitta per 4-1 dal Derby County) nel 1946 e poi, l'anno successivo, ad imporsi per la prima volta nella competizione calcistica più antica del mondo, sconfiggendo il Burnley ed ottenendo così il primo alloro nazionale.
Dopo il successo in Coppa il Charlton si stabilizzò nella massima divisione per un decennio, senza più raggiungere le vette toccate nel periodo immediatamente precedente e successivo al conflitto mondiale. L'esonero di Seed nel 1956 aprì un periodo di crisi per la squadra, che l'anno dopo fu retrocessa in Second Division dopo 21 anni. Nelle stagioni in seconda divisione tra i protagonisti vi sono Johnny Summers, autore di 100 reti in 171 presenze tra il 1956 ed il 1961, scomparso prematuramente all'età di 35 anni per un tumore un anno dopo il ritiro, e Willie Duff, portiere scozzese autore di 213 presenze tra il 1956 ed il 1963.
Nel 1972 il club finì addirittura in Third Division, e continuò un periodo poco felice in termini di risultati, oscillando fra la seconda e la terza serie per tutti gli anni '70. Nel 1981 una nuova promozione in Second Division aprì un rinnpvato periodo di stabilità per la squadra, che l'anno successivo riuscì perfino a permettersi l'ingaggio di un ex Pallone d'Oro come Allan Simonsen.
Le spese fuori controllo portarono tuttavia il club ad un passo dal fallimento. Nel 1985 il Charlton, per via della situazione economica precaria in cui si trovava all'epoca, fu costretto a lasciare lo stadio The Valley e ad andare a giocare le partite casalinghe al Selhurst Park, casa del Crystal Palace. La promozione in First Division (l'attuale Premier League) del 1986 evitò il crack del club, ma il The Valley rimase comunque abbandonato.
Nel 1990 la squadra venne retrocessa in Second Division (l'attuale Football League Championship); in quello stesso anno i tifosi del Charlton formarono un loro movimento politico, che, con 15.000 voti a favore, poté fare pressioni al consiglio del London Borough of Greenwich per dare il via ai lavori di ristrutturazione necessari per ripristinare il The Valley.
L'anno seguente il Charlton lasciò il Selhurst Park per trasferirsi, provvisoriamente, al Boleyn Ground, stadio del West Ham.
Nel 1992 la squadra ritornò nel nuovo The Valley e nel 1998, sotto la guida del tecnico Alan Curbishley, ottenne la promozione in Premier League. Nella stagione successiva venne nuovamente retrocesso in Second Division, ma ritornò in prima divisione nel 2000, dove rimase stabilmente fino alla stagione 2006-2007.
Nel settembre del 2005 il Charlton si ritrovò senza sponsor ufficiale: la società all:sports, il cui marchio campeggiava sulle divise della squadra, entrò infatti in amministrazione controllata e disdisse la collaborazione con il club londinese; per questo motivo i dirigenti degli Addicks si accordarono con la società spagnola Llanera. Fu la prima volta che una squadra di massima divisione fu costretta a sostituire il suo sponsor ufficiale durante la stagione.
Il 7 maggio 2007, in seguito alla sconfitta per 0-2 contro il Tottenham al The Valley, il Charlton retrocesse in Championship. Al termine della stagione 2008-2009 la squadra cadde in League One.
Nella stagione 2011-2012 il Charlton vinse il campionato di League One, facendo così ritorno in Championship dopo quattro anni di assenza. La squadra chiuse l'annata con il punteggio record di 101 punti conquistati in 46 partite.
Il 3 gennaio 2014 il club è stato acquistato dall'imprenditore belga Roland Duchâtelet, già proprietario dello Standard Liegi. Nella stagione 2015-2016 i londinesi si sono classificati al 22º posto con 40 punti e sono quindi retrocessi in League One.
Dopo un'annata a metà classifica nel 2017, nella stagione 2017-2018 gli Addicks riescono a classificarsi al sesto posto, ultimo piazzamento utile per accedere ai play off promozione. Vengono però eliminati in semifinale, uscendo sconfitti contro lo Shrewsbury Town. La promozione in Championship, comunque, arriva nella stagione 2018-2019: piazzatosi terzo in campionato, gli Addicks vincono i play-off eliminando prima il Doncaster e poi, in finale, il Sunderland.
La permanenza in Championship dura una sola stagione, in quanto gli Addicks, concludendo al 22º posto in campionato, retrocedono immediatamente in League One. Dopo quattro stagioni con piazzamenti da metà classifica il club nella stagione 2024-2025 termina il campionato al quarto posto, conquistando una nuova promozione in seconda divisione vincendo i play-off, sconfiggendo in finale il Leyton Orient.

## Allenatori

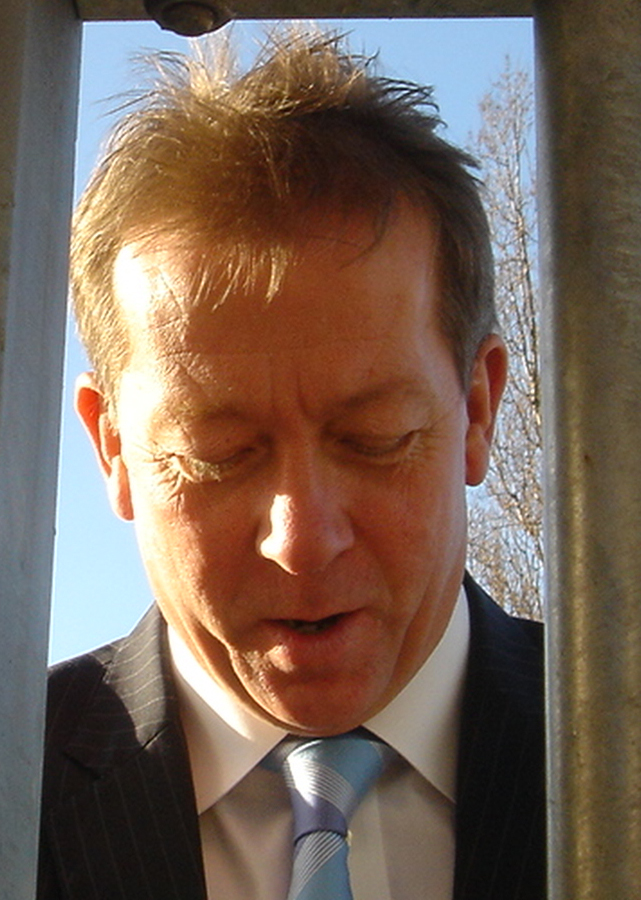
Alan Curbishley, allenatore del Charlton dal 1991 al 2006.

## Giocatori

### Player of the Year
| Anno | Vincitore        |
| ---- | ---------------- |
| 1971 | Paul Went        |
| 1972 | Keith Peacock    |
| 1973 | Arthur Horsfield |
| 1974 | John Dunn        |
| 1975 | Richie Bowman    |
| 1976 | Derek Hales      |
| 1977 | Mike Flanagan    |
| 1978 | Keith Peacock    |
| 1979 | Keith Peacock    |
| 1980 | Les Berry        |

| Anno | Vincitore      |
| ---- | -------------- |
| 1981 | Nicky Johns    |
| 1982 | Terry Naylor   |
| 1983 | Nicky Johns    |
| 1984 | Nicky Johns    |
| 1985 | Mark Aizlewood |
| 1986 | Mark Aizlewood |
| 1987 | Bob Bolder     |
| 1988 | John Humphrey  |
| 1989 | John Humphrey  |
| 1990 | John Humphrey  |

| Anno | Vincitore      |
| ---- | -------------- |
| 1991 | Robert Lee     |
| 1992 | Simon Webster  |
| 1993 | Stuart Balmer  |
| 1994 | Carl Leaburn   |
| 1995 | Richard Rufus  |
| 1996 | John Robinson  |
| 1997 | Andy Petterson |
| 1998 | Mark Kinsella  |
| 1999 | Mark Kinsella  |
| 2000 | Richard Rufus  |

| Anno | Vincitore        |
| ---- | ---------------- |
| 2001 | Richard Rufus    |
| 2002 | Dean Kiely       |
| 2003 | Scott Parker     |
| 2004 | Dean Kiely       |
| 2005 | Luke Young       |
| 2006 | Darren Bent      |
| 2007 | Scott Carson     |
| 2008 | Matt Holland     |
| 2009 | Nicky Bailey     |
| 2010 | Christian Dailly |

| Anno | Vincitore      |
| ---- | -------------- |
| 2011 | José Semedo    |
| 2012 | Chris Solly    |
| 2013 | Chris Solly    |
| 2014 | Diego Poyet    |
| 2015 | Jordan Cousins |

## Palmarès

### Competizioni nazionali
- Coppa d'Inghilterra: 1

1946-1947
- Campionato inglese di seconda divisione: 1

1999-2000
- Football League One: 1

2011-2012
- Third Division South: 1

1934-1935
- Football League War Cup: 1

1943-1944

### Competizioni giovanili
- Milk Cup: 1

2022 (Under-14)
- Gallini Cup: 1

2024 (Under-14)

## Rivalità
La rivalità più sentita dai tifosi del Charlton è quella con i "vicini di casa" del Crystal Palace. Le due squadre disputano infatti il South London derby. Ulteriore rivalità è presente anche con l'altra compagine londinese del Millwall, come confermato da un sondaggio condotto fra i tifosi nel 2019.

## Organico

### Rosa 2024-2025
Aggiornata al 15 dicembre 2024.
| N. |                        | Ruolo | Calciatore          |
| -- | ---------------------- | ----- | ------------------- |
| 2  | Inghilterra (bandiera) | D     | Kayne Ramsay        |
| 3  | Inghilterra (bandiera) | D     | Macaulay Gillesphey |
| 4  | Inghilterra (bandiera) | D     | Alex Mitchell       |
| 5  | Inghilterra (bandiera) | D     | Lloyd Jones         |
| 6  | Irlanda (bandiera)     | C     | Conor Coventry      |
| 7  | Giamaica (bandiera)    | A     | Tyreece Campbell    |
| 8  | Inghilterra (bandiera) | C     | Luke Berry          |
| 9  | Marocco (bandiera)     | A     | Gassan Ahadme       |
| 10 | Scozia (bandiera)      | C     | Greg Docherty       |
| 11 | Inghilterra (bandiera) | A     | Miles Leaburn       |
| 12 | Galles (bandiera)      | C     | Terry Taylor        |
| 13 | Giamaica (bandiera)    | C     | Kaheim Dixon        |
| 14 | Inghilterra (bandiera) | A     | Danny Hylton        |
| 15 | Inghilterra (bandiera) | D     | Dan Potts           |
| 16 | Scozia (bandiera)      | D     | Josh Edwards        |

| N. |                         | Ruolo | Calciatore            |
| -- | ----------------------- | ----- | --------------------- |
| 17 | Inghilterra (bandiera)  | D     | Tayo Edun             |
| 18 | Giamaica (bandiera)     | C     | Karoy Anderson        |
| 20 | Inghilterra (bandiera)  | A     | Zach Mitchell         |
| 21 | Australia (bandiera)    | P     | Ashley Maynard-Brewer |
| 22 | Inghilterra (bandiera)  | A     | Chuks Aneke           |
| 23 | Inghilterra (bandiera)  | D     | Rarmani Edmonds-Green |
| 24 | Inghilterra (bandiera)  | A     | Matt Godden           |
| 25 | Inghilterra (bandiera)  | P     | Will Mannion          |
| 26 | Inghilterra (bandiera)  | D     | Thierry Small         |
| 27 | Inghilterra (bandiera)  | D     | Tennai Watson         |
| 28 | Scozia (bandiera)       | C     | Allan Campbell        |
| 29 | Sierra Leone (bandiera) | A     | Daniel Kanu           |
| 38 | Figi (bandiera)         | C     | Josh Laqeretabua      |
|    | Uganda (bandiera)       | C     | Nathan Asiimwe        |

### Staff tecnico
- Nathan Jones - Allenatore
- Curtis Fleming - Vice allenatore
- Paul Hart - Vice allenatore
- Stephen Henderson - Allenatore dei portieri